# 아메쿠 타카오의 추리 카르테
아메쿠 타카오의 추리 카르테(일본어: 天久鷹央の推理カルテ 아메쿠 다카오노 스이리 가루테[*])는 치넨 미키토가 집필하고 이토 노이지가 그림을 그린 일본의 의학 미스터리 소설 시리즈이다. 신초샤는 신초 문고 nex 레이블로 2014년 9월부터 2022년 8월까지 13권을 출판했다. 이야기는 종합병원 진단과에서 살인사건과 의학 미스터리를 해결하는 의사를 중심으로 전개된다.
오하라 히로키가 그린 만화 각색은 2016년 4월부터 2018년 3월까지 신초샤의 청년 만화 잡지 월간 코믹@번치에 연재되었으며, 단행본 4권으로 챕터가 모아졌다. 같은 작가와 일러스트레이터가 쓴 소설 시리즈의 새 판은 2023년 10월 지쓰교노니혼샤 문고 출판사에서 출판을 시작했다. Project No.9에서 제작한 TV 애니메이션 시리즈로 2025년 1월 2일부터 4월 3일까지 방영되었다. 한국어 더빙은 같은 해 5월 8일부터 6월 12일까지 애니박스에서 방영했다.

## 구성
타카오 아메쿠 박사는 테니카이 종합병원의 훌륭하면서도 괴짜 조사 병리학 책임자로, 다른 병원 부서에서는 할 수 없는 환자 진단을 담당하고 있다. 그러나 미스터리 해결을 좋아하는 타카오는 그녀의 조수인 타카나시 유우와 함께 다양한 모험을 하면서 의문의 죽음과 살인에 연루된다.

## 목소리 출연
| 인물                         | 일본 성우       | 한국 성우 |
| ---------------------------- | --------------- | --------- |
| 아메쿠 타카오(天久 鷹央)     | 사쿠라 아야네   | 이새아    |
| 사쿠라이 키미야스(桜井 公康) | 히라타 히로아키 | 최한      |
| 나루세 류야(成瀬 隆哉)       | 스와베 쥰이치   | 오건우    |
| 타카나시 유우(小鳥遊 優)     | 오노 켄쇼       | 채민혁    |
| 코노이케 마이(鴻ノ池 舞)     | 이와미 마나카   | 김보연    |
| 아메쿠 마즈루(天久 真鶴)     | 미즈키 나나     | 신이나    |
| 아메쿠 오와시(天久 大鷲)     | 타치키 후미히코 | 김태환    |
| 스미다 준코(墨田 淳子)       | 사와시로 미유키 | 임지연    |

### 제작진
- 치넨 미키로 : 원작
- 이와타 카즈야 : 감독
- 스기사와 사토루 : 시리즈 구성
- 타카시나 유카 : 캐릭터 디자인
- Fox Capture Plan : 음악
- Project No.9 : 애니메이션 제작
- 아메쿠 타카오의 추리 카르테 제작위원회 : 제작

### 한국판 제작진
- 예정